# Фијат типо (2015)
Фијат типо (итал. Fiat Tipo) је компактни аутомобил који производи италијанска фабрика аутомобила Фијат од 2015. године.

## Историјат
Представљен је на салону аутомобила у Истанбулу маја 2015. године у седан верзији као егеа како се зове за турско тржиште. Године 2016, на европском тржишту се појавила и у хечбек и караван верзији. Намењен је за тржишта у развоју, а конкуренти су му Дачија логан, Шкода октавија, Шкода рапид, Опел астра, Пежо 301.
Производи се у насељу Алашаркеј око турског града Бурса. Изграђен је на Fiat Small Wide LWB платформи и замењује моделе у ц-сегменту браво и линеу. Дизајниран је у Италији у студију Centro Stile, а развијен у сарадњи са истраживачко-развојним одељењем Тофаш у Турској.
2016. године је освојио награду Аутобест, за најбољу и најисплативију куповину. Почетком 2017. године у Северној Америци продаје се као Доџ неон.
Фебруара 2019. године у Фијатовој фабрици у Алашаркеју код Бурсе, произведено је 500.000 модела типо.

## Мотори
Од мотора у понуди су 1.4 бензински турбомотори од 95 и 120 КС, затим 1.6 с флексибилним горивом (бензин и биоетанол) од 110 КС и дизел мотори мултиџет II генерације од 1.3 од 95 КС и 1.6 од 120 КС.
| Модел                   | Мотор             | Гориво             | Мењач            | Снага          | Обртни момент        | Емисија CO2 |
| ----------------------- | ----------------- | ------------------ | ---------------- | -------------- | -------------------- | ----------- |
| 1.4 16V FIRE            | 1368 cm³ R4       | Бензин             | 6° мануелни      | 70 kW / 95 КС  | 127 Nm при 4.500 rpm | 133 g/km    |
| 1.4 16V T-Jet EasyPower | 1368 cm³ R4 турбо | Бензин и LPG       | 6° мануелни      | 88 kW / 120 КС | 215 Nm при 2.500 rpm | 140 g/km    |
| 1.6 16V E.torQ          | 1598 cm³ R4       | Бензин и биоетанол | 6° аутоматик     | 81 kW / 110 КС | 152 Nm при 4.500 rpm | 146 g/km    |
| 1.3 16V MultiJet II     | 1248 cm³ R4 турбо | Комон рејл дизел   | 5° мануелни      | 70 kW / 95 КС  | 200 Nm при 1.500 rpm | 110 g/km    |
| 1.6 16V MultiJet II     | 1598 cm³ R4 турбо | Комон рејл дизел   | 6° мануелни      | 88 kW / 120 КС | 320 Nm при 1.750 rpm | 110 g/km    |
| 1.6 16V MultiJet II     | 1598 cm³ R4 турбо | Комон рејл дизел   | 6° DCT аутоматик | 88 kW / 120 КС | 320 Nm при 1.750 rpm | 110 g/km    |

## Безбедност
| Безбедност на Euro- NCAP креш тесту | Без додатне опреме: | Са додатном опремом: |

## Галерија
- Седан, тип 356
- Седан, тип 356
- Хечбек, тип 357
- Хечбек, тип 357
- Караван, тип 358
- Унутрашњост основне опреме са стандардним радиом или UConnect 5-инчним
- Унутрашњост највише опреме са UConnect ХД 7 инча
- Седан, редизајн, тип 356
- Седан, редизајн, тип 356
- Хечбек, редизајн, тип 357
- Фијат типо крос
- Фијат типо крос
- Унутрашњост, редизајн

## Доџ ниaн (Dodge Neon)
Поред европског тржишта, Типо се 2016. године продаје и у Африци у хечбек и седан верзији. Првобитно је типо био развијен за продају на 40 светских тржишта. У 2016. ФЦА је одлучиo да га такође прода у Мексику, додуше под именом Доџ ниан, пошто бренд Доџ има много већу продајну мрежу у Мексику него Фијат. Штавише, име "ниан" преузима име истоименог модела Доџ који је производила Крајслер група деведесетих и две хиљаде, модела који је био веома успешан у Мексику. Мексичко тржиште добија само варијанту лимузине са три запремине. Од 2017. типо се продаје као Доџ ниaн и на Блиском истоку. У Јужној Америци, типо седан се продаје под брендом Фијат само у Аргентини и Чилеу, пошто јужноамеричка филијала италијанског бренда већ нуди мало компактнији Фијат кронос, компактну лимузину произведену у Кордоби (Аргентина). Од новембра 2020. Типо више није доступан у Аргентини.